# Françoise Charlotte d'Aubigné
Françoise Amable Charlotte d'Aubigné (1684-1739) est la fille de Charles d'Aubigné et la nièce de madame de Maintenon, favorite du roi Louis XIV.

## Biographie
En 1698, elle épouse Adrien Maurice de Noailles et devient légataire de la fortune de sa tante et du château de Maintenon. Le couple a six enfants :
1. Françoise-Adélaïde de Noailles (1704-1776), épouse en 1717 Charles de Lorraine, comte d'Armagnac (séparés en 1721) ;
2. Amable Gabrielle de Noailles (1706-1771), épouse en 1721 Honoré-Armand de Villars, duc de Villars ;
3. Marie-Louise de Noailles (1710-1762), épouse en 1737 Jacques Nompar III de Caumont, duc de La Force (séparés en 1742) ;
4. Louis de Noailles (1713-1793), duc de Noailles, maréchal de France ; épouse en 1737 Catherine de Cossé-Brissac ;
5. Philippe de Noailles (1715-1794), duc de Mouchy, également maréchal de France ; épouse en 1741 Anne-Claude-Louise d'Arpajon ;
6. Marie-Anne-Françoise de Noailles (1719-1793), épouse en 1744 Louis-Engelbert, comte de La Marck.

Elle est de 1698 à 1707 une des dames du palais de la dauphine Marie-Adélaïde de Savoie. 
En 1711, Françoise d'Aubigné achète à Pierre-Vincent Bertin, seigneur d'Armenonville, conseiller, secrétaire du Roi, grand financier et amateur d'art , l'hôtel de Pussort, proche du couvent des Feuillants, rue Saint-Honoré, dont les jardins s'étendent jusqu'à la cour du Manège et laissent à l'hôtel la vue sur le jardin des Tuileries. L'hôtel est alors largement embelli, orné de peintures des plus grands artistes du temps. Les plafonds sont l’œuvre de Brunetti, le retable de la chapelle celle de Philippe de Champaigne. Les jardins sont entièrement redessinés par Charpentier et ornés de sculptures de Falconet .